# União Geral dos Trabalhadores - Organização Unitária
A União Geral dos Trabalhadores - Organização Unitária (Allgemeine Arbeiter-Union – Einheitsorganisation, AAUE or AAU-E) foi uma organização comunista de conselhos e antiparlamentar criada na Alemanha em outubro de 1921.
Otto Rühle esteve envolvido em criar a AAUE como uma organização que combinasse as aspirações políticas e económicas dos trabalhadores comunistas numa única (einheits) organização. Tal ocorreu após a sua viagem à Rússia como representante do Partido Comunista Operário da Alemanha (KAPD) ao II Congresso da Internacional Comunista. Ele viajou pela Rússia antes do congresso e formou uma opinião muito negativa do regime bolchevique, o que o levou a defender uma caminho bastante diferente para realizar a revolução comunista, que veio a ser adotado pela AAUE: 
"Cada um deve se tornar na sua consciência um portador vivo da luta revolucionária e um membro criativo da construção do comunismo. Assim, a liberdade necessária nunca será conquistada no sistema coercivo do centralismo, das cadeias do controlo burocrático-militarista, debaixo do peso da ditadura do líder e dos seus resultados inevitáveis: arbitrariedade, culto da personalidade, autoridade, corrupção, violência. Assim: transformação da ideia de partido numa comunidade federativa na linha das ideias conselhistas. Assim: superar as obrigações e compulsões externas pela vontade e disponibilidade interiores. Assim: elevação do comunismo da conversa demagógica dos clichés de papel para uma das experiências mais realizadoras e internamente cativante do mundo inteiro"

## Antecedentes
A partir de 1918-19, na sequência do processo revolucionário, começaram na Alemanha, a constituir-se as "Uniões de Trabalhadores" (Arbeiter-Union, AU), em oposição aos sindicatos oficiais, próximos do SPD. As "uniões" distinguiam-se dos sindicatos por não estarem organizadas por profissão, mas por local de trabalho (nomeadamente por fábrica) e localidade e região; tal refletia uma diferença de objetivos: não negociar melhores salários com os empregadores (o que implicaria uma organização por profissões e por grupos empresariais), mas preparar a revolução - desde o principio que nas "uniões" há uma tendência para rejeitar a separação entre lutas económicas e políticas, que vai estar na génese da futura criação da AAU-E. A nivel nacional as AAU agruparam-se em federações como a União Livre de Trabalhadores da Alemanha (Freie Arbeiter-Union Deutschlands, FAUD), anarco-sindicalista, e a União Geral dos Trabalhadores da Alemanha (Allgemeine Arbeiter-Union Deutschlands, AAUD), comunista.
Desde o seu congresso fundador, em fevereiro de 1920, que a AAUD estava dividida entre uma corrente defensora de uma organização centralizada que via a união como complementar ao partido comunista (a partir de 1920, o Partido Comunista Operário da Alemanha, KAPD), e outra, a que pertencia Rühle, que defendia um modelo federalista e considerava que a união deveria encarregar-se tanto da organização económica como da política.
Também dentro do KAPD havia a divisão entre os que defendiam a dissolução do partido na AAUD, e os que consideravam que, pelo menos durante algum tempo, o partido deveria continuar a existir separadamente da união. Além disso, Rühle, inicialmente militante do KAPD, tinha posições bastante criticas face ao regime soviético, que tinha recentemente visitado e conhecido com algum pormenor, e oponha-se à adesão à Internacional Comunista.
A cisão entre as duas posições aprofundou-se com a expulsão de Rühle (oposto a que o partido aderisse à Internacional Comunista) do KAPD, e no terceiro congresso da AAUD, a facção de Rühle abandonou a organização nacional, que a partir daí passou a estar perfeitamente alinhada com o KAPD. Em Hamburgo, a secção da AAUD (afeta aos dissidentes) expulsou os aderentes que continuavam filiados no KAPD (e noutros locais, como na Saxónia, foi o próprio KAPD local que se autodissolveu, fundindo-se com a AAUD); em outubro de 1921 as secções dissidentes da AAUD, defensoras do modelo "unitário" (isto é, sem a divisão entre o partido e a união) constituíram-se como uma nova organização, dando origem à AAU-E.

## A AAU-E
Criada em 1921 pelos dissidentes da AAUD e do KAPD defensores da unificação entre o partido e a união como formas de organização, a AAU-E em 1922 teria cerca de 60.000 aderentes, contra os 12.000 da AAUD. A sua principal publicação era, na prática, o jornal Die Aktion, onde colaboravam vários artistas e intelectuais (Die Aktion estava bastante ligado ao movimento expressionista).
A AAU-E proclamava-se como um movimento a favor da coletivização dos meios de produção e dos bens de consumo; de um sociedade em que o poder fosse exercido pelos trabalhadores através de conselhos; contra os sindicatos e partidos políticos; contra o reformismo e a participação em eleições ou em conselhos de empresas legais; contra a existência de líderes profissionais; a favor da luta internacional (e não nacional) do proletariado.

### Organização
A estrutura da AAU-E pretendia prefigurar a organização de uma sociedade governada por conselhos operários:
- caso existissem vários membros da união na mesma fábrica, deveriam criar uma organização de fábrica (Betriebsorganisation), que deveriam trimestralmente eleger delegados, em número adequado às necessidades
- os membros da união que trabalhassem em pequenas empresas ou que fossem intelectuais organizar-se-iam por bairros
- os membros da união que fossem os únicos membros no seu local de trabalho organizar-se-iam por bairros ou por sectores de atividade, até ser possível criar uma organização de fábrica onde trabalhassem.
- cada organização de fábrica e cada grupo por bairro ou por sector enviariam pelo menos um representante ao conselho da União de Trabalhadores local (os grupos maiores teriam mais representantes).
- os grupos locais organizar-se-iam por distritos, dirigidos por um conselho económico distrital e por uma conferência distrital, compostos por representantes dos grupos locais
- anualmente realizar-se-ia uma conferência nacional, que elegeria um conselho económico nacional
- os delegados, tanto das organizações de fábrica, como da união, poderiam ser revogados a qualquer momento

### Tendências
Ao longo dos anos 20, surgiram vários correntes dentro da AAU-E; entre elas temos:
- uma tendência que defendia a fusão com a FAUD
- uma que defendia a participação em lutas laborais reformistas e nos conselhos de empresa legais, e que pouco depois foi excluída a união
- a "tendência de Heidenau" (também designada por "autonomia das chaminés"), defensora de grande autonomia para as secções locais e como posições cada vez mais anti-organizacionais; autodissolveu-se em dezembro de 1923
- uma tendência defensora de uma organização centralizada, que se tornou dominante a partir de 1925

### Enfraquecimento e fim
Em 1925, Rühle abandonou a AAU-E, considerando que uma organização com essas características só fazia sentido numa situação revolucionária.
Em 1926 a AAU-E juntou-se com outras duas organizações (a União Industrial dos Trabalhadores dos Transportes e um grupo que havia sido expulso do Partido Comunista da Alemanha) na Liga Espartaquista de Organização Comunistas de Esquerda. Em 1931, reduzida a 31 aderentes (57, segundo outras versões), voltou a fundir-se com a AAUD (que em 1929 havia cortado as ligações com o KAPD), dando origem à União Comunista dos Trabalhadores da Alemanha (Kommunistische Arbeiter-Union Deutschlands, KAUD), que pode-se dizer que continuou a linha da AAU-E da organização unitária, simultaneamente política e económica.

### Tentativa de reconstrução após a guerra
Após a II Guerra Mundial, na zona de ocupação soviética, um grupo de elementos que haviam estado logados à AAU-E (nomeadamente ao seu jornal Proletarischer Zeitgeist), encabeçados por Wilhelm Jelinek, tentaram reconstruir um movimento, mas foram rapidamente desmantelados pela repressão policial.

## Influência
A AAU-E, com a sua recusa dos partidos políticos, e a oposição de Otto Rühle à centralização organizacional, pode ser vista como tendo dado origem à tradição do comunismo de conselhos, em contraste com o comunismo de esquerda de organizações como o KAPD, que, apesar das suas divergências com o bolchevismo, continuavam a seguir a ideia da necessidade de um partido revolucionário. Nomeadamente o Grupo de Comunistas Internacionais holandês (Groep van Internationale Communisten, GIC) de Anton Pannekoek foi bastante influenciado por Rühle, pela AAU-E e pela KAUD.